# Zeitanzeige
Die Zeitanzeige ist die lokal sichtbare digitale oder analoge bzw. Ziffern- oder Zahlwort-Anzeige der in der jeweiligen Zeitzone gültigen Uhrzeit. Die Anzeige erfolgt mittelbar durch lokale Zeitgeber, z. B. mittels einer Armbanduhr mit analoger oder digitaler Zeitanzeige, der im CMOS gespeicherten Zeit oder durch Zeitsignale von Referenzuhren wie der Atomuhr der Physikalisch Technischen Bundesanstalt (PTB) in Braunschweig, auf die bei fehlendem Netzanschluss durch Funkuhren zugegriffen werden kann.
Die gesetzliche Zeitreferenz ist als elektronischer Uhrenvergleich mit hinreichender Genauigkeit für die Synchronisation von Netzwerken wie z. B. Providerangebote genauso notwendig wie für Fahrpläne öffentlicher Verkehrssysteme, für die Zuschaltung von Telefon- und Radiosendungen wie für die Routenplanung oder das Wecksignal und die Zeitschaltuhr oder sonstige zeitkritische private Anwendungen.
Für Browser wie Firefox werden Plugins mit Ziffernanzeige angeboten, die auch im online-Betrieb nur auf die CMOS-Zeitangabe zurückgreifen, nicht aber auf die Referenzzeit. Eine Alternative dazu ist die Zeitanzeige der Universität zu Köln.
Zur zeitgebundenen automatischen Gerätesteuerung kann durch Echtzeituhren auf die Sichtbarkeit des Zeittaktes verzichtet werden. Im Internet gilt global die sogenannte Internetzeit (RFC).